# Pennine Way
Pennine Way – długodystansowy szlak pieszy w Wielkiej Brytanii (Anglii), prowadzący z Peak District w Derbyshire do granicy ze Szkocją przez Góry Pennińskie. Stanowi najważniejszy brytyjski szlak narodowy.

## Przebieg

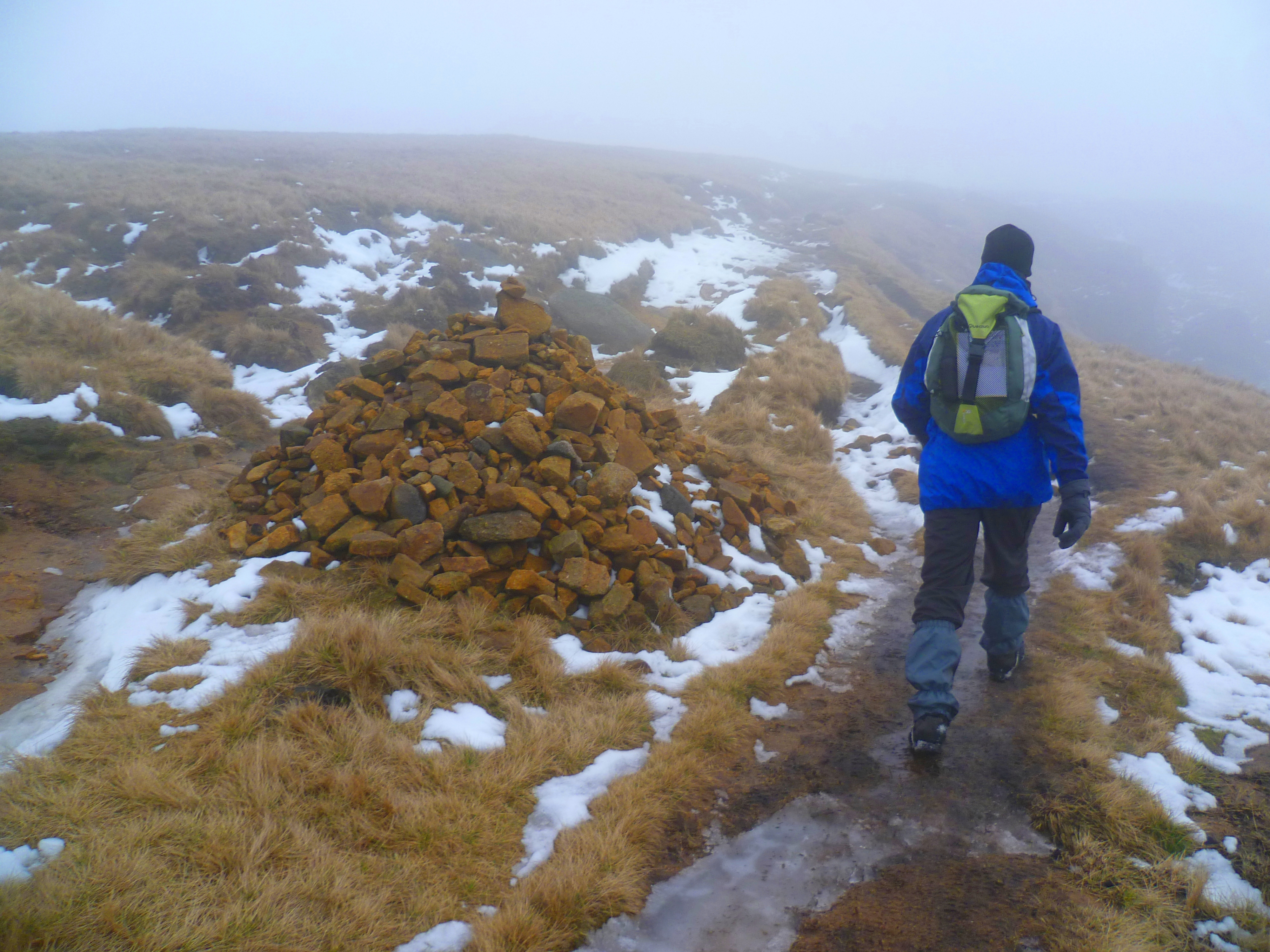
Turysta obok kopca szlakowego (Kinder Scout)

Trasa ma długość 429 (lub 431) kilometrów (268 mil) i na całej długości przeznaczona jest dla turystów pieszych, natomiast około 30% dostępna jest także dla cyklistów i jeźdźców. Punkt startowy stanowi pub The Nags Head w Edale, a końcowy gospoda The Border Inn w Kirk Yetholm. Trasa biegnie skalistym grzbietem, od wzgórz Derbyshire Peak District i Yorkshire Dales, rozległą dolinę Swaledale, północną część Gór Pennińskich, przecina Wał Hadriana w Northumberland i dociera do Cheviot Hills oraz granicy szkockiej. Najwyższym punktem na trasie jest Cross Fell (893 m n.p.m.). 17% szlaku znajduje się w Parku Narodowym Peak District, 20% w Parku Narodowym Yorkshire Dales, a 24% w Parku Narodowym Northumberland. Jako najciekawsze miejsca na trasie polecane są: Kinder Scout, Stoodley Pike, Top Withins, Malham Cove, Pen-y-ghent, Tan Hill, High Force, Cauldron Snout, High Cup Nick, Cross Fell, Wał Hadriana i Cheviot. Informacji o szlaku, zakwaterowaniu i transporcie publicznym udzielają Countryside Agency i Pennine Way Association.
Pennine Way przecina tereny o dużej różnorodności krajobrazowej: od piaskowych wrzosowisk Derbyshire po torfowiska Yorkshire Dales. Po drodze znajdują się wodospady, wapienne urwiska i duże obszary podmokłe. Niektóre odcinki cięszą się dużą frekwencją i panuje tam nadmierna presja – wystąpiła erozja turystyczna (zwłaszcza na zboczach Kinder Scout i Pen-y-Ghent).

## Przejście trasy
Na popularność szlaku wpływa fakt, że niektóre odcinki można pokonywać jako jednodniowe spacery lub trasy okrężne. Trakt jest najczęściej pokonywany z południa na północ i większość przewodników opisuje go właśnie w ten sposób. Oprócz szlaku głównego istnieje kilka niedługich odcinków, na których istnieją warianty obejściowe i trasy alternatywne. Większość osób potrzebuje dwóch do trzech tygodni na przebycie całości. Przewodniki szacują czas przejścia trasy na 19 dni, jako liczbę realną dla przeciętnego piechura. Część osób przebywa szlak dzieląc go na weekendy.
Droga jest tylko sporadycznie oznaczona drogowskazami i kopcami kamieni, więc zalecane jest korzystanie z przewodników i map, a także kompasu. Według opinii znawców traktu, najtrudniejsze etapy to pierwszy i ostatni: torfowiska Kinder Scout, Bleaklow i Black Hill oraz nagi i grząski końcowy odcinek przez Cheviot Hills do Kirk Yetholm.

## Galeria

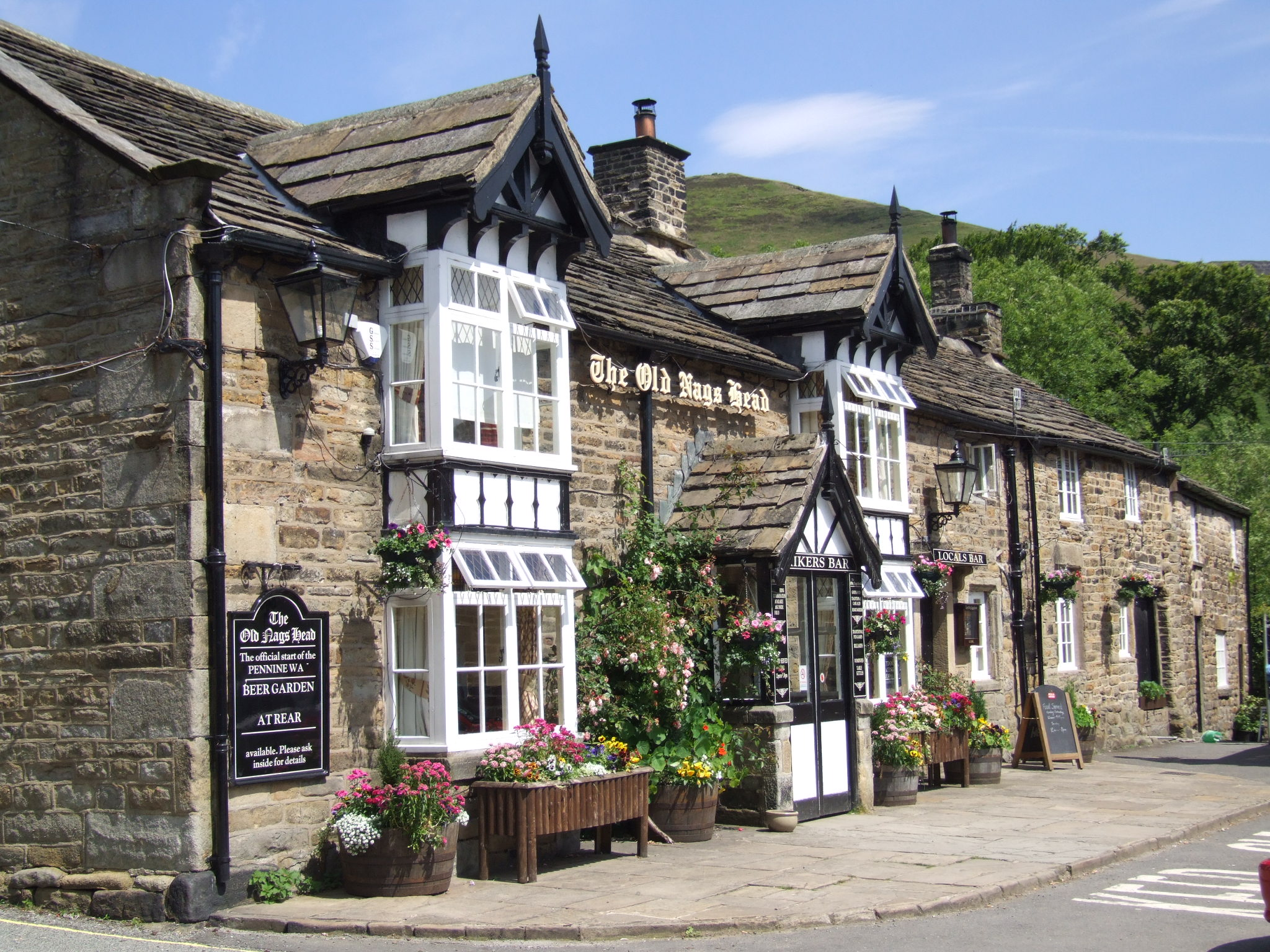
Pub The Nags Head w Edale (początek szlaku)
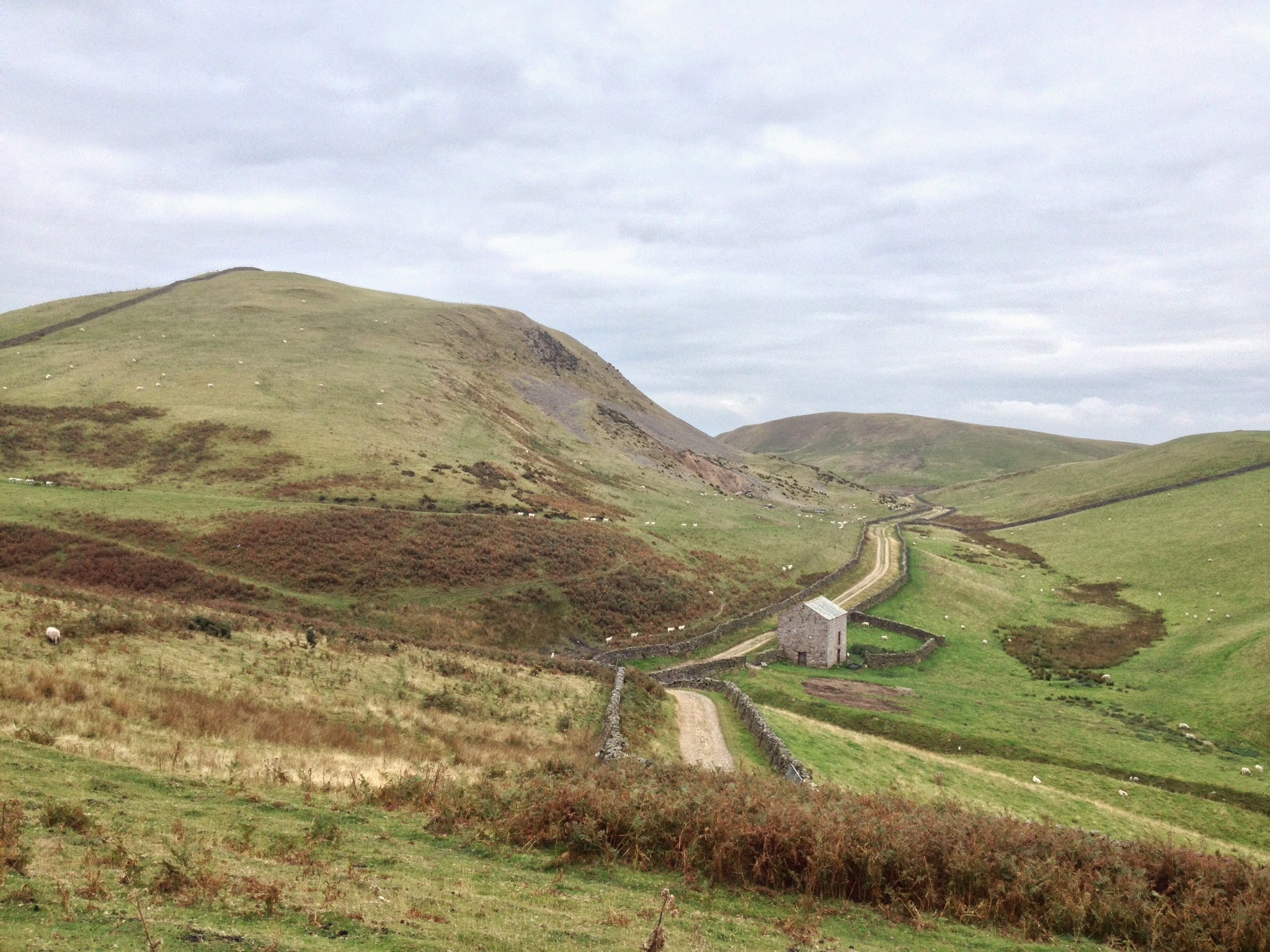
Szlak w rejonie Dufton (Kumbria)
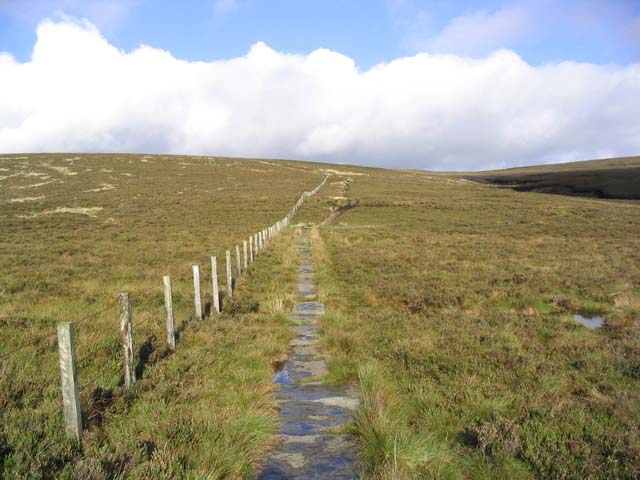
Trasa pośród Cheviot Hills
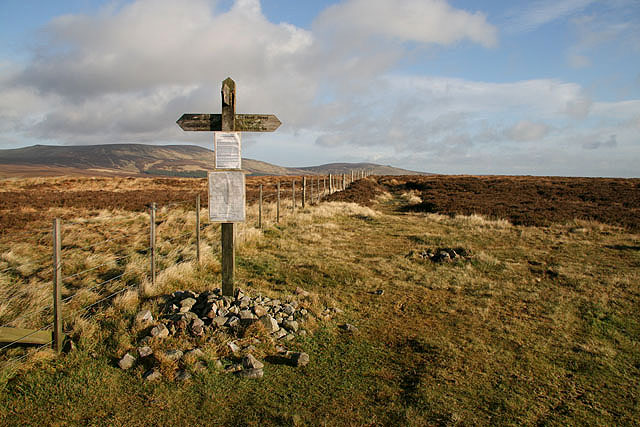
Drogowskaz przy szkockiej granicy